# 烏什島
烏什島（俄语：Остров Уш）位於庫頁島以北薩哈林灣北部海域的岛，由薩哈林州奥哈区負責管轄，該島東北端相距14公里，南北端相距2.6公里。